# Géza Kiss
Géza Kiss (ur. 22 października 1882 w Pálfalva, zm. 23 sierpnia 1952 w Budapeszcie) – węgierski pływak, medalista olimpijski z Letnich Igrzysk 1904 w Saint Louis.
Podczas igrzysk w 1904 zdobył srebrny medal na 1 milę stylem dowolnym oraz brązowy na 880 jardów stylem dowolnym.
Dwa lata później podczas Olimpiady Letniej 1906 zdobył złoto w sztafecie 4 × 250 m stylem dowolnym.